# شاخص دلار ایالات متحده آمریکا

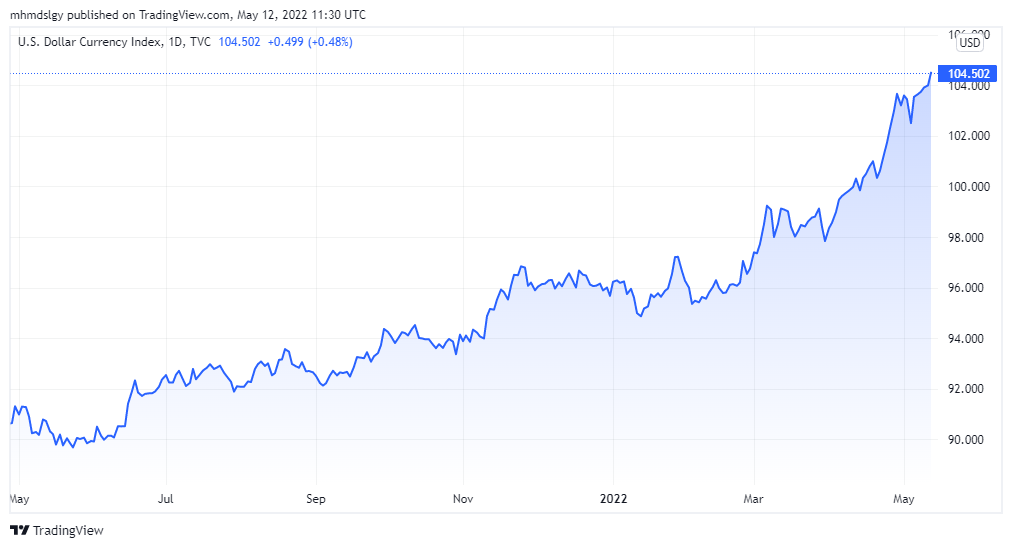
ارزش دلار آمریکا از ۳ می ۲۰۲۱ تا ۲ می ۲۰۲۲

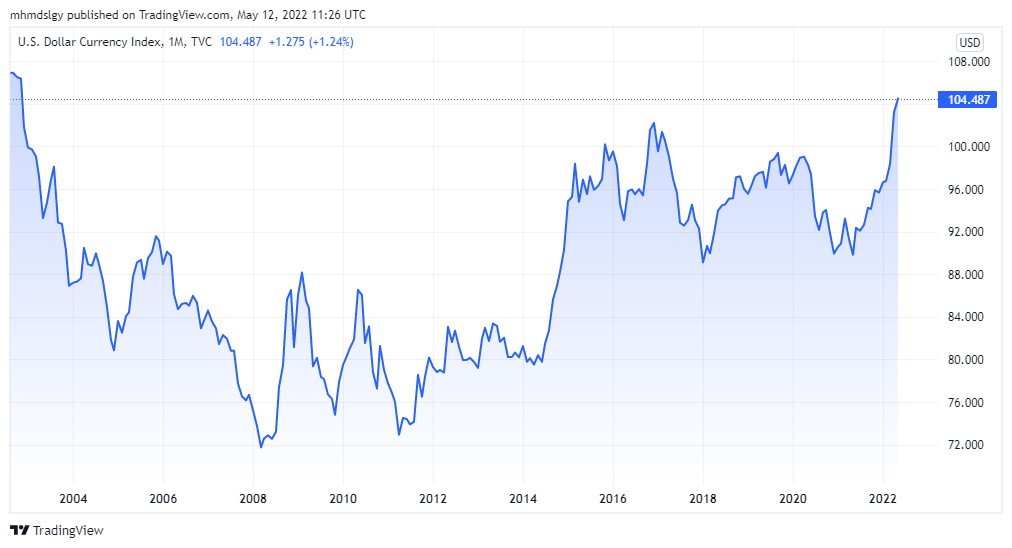
شاخص دلار آمریکا از نوامبر ۲۰۰۳ تا مه ۲۰۲۲

شاخص دلار آمریکا به انگلیسی: (USDX , DXY , DX، یا به‌طور غیررسمی، "Dixie") یک شاخص (یا اندازه‌گیری) از ارزش دلار ایالات‌متحده نسبت به سبدی از ارزهای خارجی است، که اغلب به عنوان مجموعه‌ای از ارزهای شرکای تجاری کشور ایالات‌متحده است. زمانی که دلار آمریکا در مقایسه با سایر ارزها «قدرت» (ارزش) پیدا می‌کند، این شاخص بالا می‌رود و برعکس. این شاخص یکی از شاخص‌های مهم در تحلیل‌های اقتصادی به‌شمار می‌رود.
این شاخص توسط یک شرکت آمریکایی به نام اینترکانتیننتال اکسچنج (ICE) طراحی و منتشر شده و نام «شاخص دلار آمریکا» یک علامت تجاری ثبت شده است.
این یک میانگین هندسی وزنی از ارزش دلار نسبت به ارزهای انتخابی شرکای تجاری ایالات‌متحده است که در زیر ارائه گردیده:
- یورو (یورو)، ۵۷٫۶ درصد وزن
- ین ژاپن (JPY) ۱۳٫۶ درصد وزن
- پوند استرلینگ (GBP)، ۱۱٫۹ درصد وزن
- دلار کانادا (CAD)، ۹٫۱ درصد وزن
- کرون سوئد (SEK)، ۴٫۲ درصد وزن
- فرانک سوئیس (CHF) ۳٫۶ درصد وزن

## تاریخچه
شاخص USDX در مارس ۱۹۷۳، به دلیل نیاز به یک شاخص معتبر برای اندازه‌گیری قدرت ارزی دلار ایالات متحده بلافاصله پس از برچیدن سیستم برتون وودز ایجاد گردید. در آغاز، ارزش شاخص دلار آمریکا ۱۰۰۰۰۰ بود. از آن زمان در فوریه ۱۹۸۵ تا ۱۶۴٫۷۲۰۰ و در ۱۶ مارس ۲۰۰۸ به ۷۰٫۶۹۸ رسید.
ترکیب «سبد ارزی» تنها یک بار تغییر کرده‌است، زمانی که چندین ارز اروپایی در آغاز سال ۱۹۹۹ توسط یورو در نظر گرفته شد. برخی از مفسران گفته‌اند که تشکیل «سبد ارزی» برای بازنگری به تأخیر افتاده‌است زیرا چین، مکزیک، کره جنوبی و برزیل شرکای تجاری اصلی هستند که در حال حاضر بخشی از شاخص نیستند در حالی که کشورهایی مانند سوئد و سوئیس به عنوان بخشی از شاخص به‌شمار می‌روند.
| سال  | DXY شاخص دلار | عوامل مؤثر |
| ۱۹۶۷ | ۱۲۱٫۷۹        | استاندارد طلا دلار را ۳۵ دلار در هر اونس نگه داشت. |
| ۱۹۶۸ | ۱۲۱٫۹۶        | |
| ۱۹۶۹ | ۱۲۱٫۷۴        | دلار در ۳۰/۹ به ۱۲۳٫۸۲ رسید. |
| ۱۹۷۰ | ۱۲۰٫۶۴        | |
| ۱۹۷۱ | ۱۱۱٫۲۱        | رئیس‌جمهور ریچارد نیکسون بسته شدن پنجره طلا و نهاد کنترل قیمت دستمزد را اعلام کرد. |
| ۱۹۷۲ | ۱۱۰٫۱۴        | آغاز رکود تورمی در پاسخ به شوک نیکسون. |
| ۱۹۷۳ | ۱۰۲٫۳۹        | استاندارد طلا به پایان رسید؛ بحران نفت ۱۹۷۳ رخ می‌دهد. شاخص در ماه مارس ایجاد شد. |
| ۱۹۷۴ | ۹۷٫۲۹         | نیکسون در نتیجه رسوایی واترگیت استعفا داد. جرالد فورد رئیس‌جمهور می‌شود. |
| ۱۹۷۵ | ۱۰۳٫۵۱        | |
| ۱۹۷۶ | ۱۰۴٫۵۶        | جیمی کارتر به عنوان رئیس‌جمهور انتخاب شد. نرخ بهره کاهش یافت |
| ۱۹۷۷ | ۹۶٫۴۴         | |
| ۱۹۷۸ | ۸۶٫۵          | فدرال رزرو برای جلوگیری از تورم نرخ بهره را به ۲۰ درصد افزایش داد. |
| ۱۹۷۹ | ۸۵٫۸۲         | بحران نفت ۱۹۷۹ رخ می‌دهد. |
| ۱۹۸۰ | ۹۰٫۳۹         | رونالد ریگان پس از شروع رکود اقتصادی در سال گذشته ریاست جمهوری کارتر، به عنوان رئیس‌جمهور انتخاب شد. |
| ۱۹۸۱ | ۱۰۴٫۶۹        | قانون مالیات بر بهبود اقتصادی ۱۹۸۱ تصویب شده توسط کنگره. در اوت ۱۹۸۱ توسط پرزیدنت ریگان امضا شد. |
| ۱۹۸۲ | ۱۱۷٫۹۱        | رکود به پایان رسید. |
| ۱۹۸۳ | ۱۳۱٫۷۹        | افزایش اضطراری در مالیات‌ها و هزینه‌های دفاعی اعمال می‌شود. این توسط قانون برابری مالیاتی و مسئولیت مالی در سال ۱۹۸۲ ایجاد شد. |
| ۱۹۸۴ | ۱۵۱٫۴۷        | |
| ۱۹۸۵ | ۱۲۳٫۵۵        | رکورد ۱۶۳٫۸۳ در ۵ مارس. |
| ۱۹۸۶ | ۱۰۴٫۲۴        | قانون تلفیقی تطبیق بودجه سال ۱۹۸۵ و قانون اصلاح مالیات در سال ۱۹۸۶ که توسط رئیس‌جمهور ریگان به قانون تبدیل شد. کد درآمد داخلی تصویب شد. |
| ۱۹۸۷ | ۸۵٫۶۶         | دوشنبه سیاه |
| ۱۹۸۸ | ۹۲٫۲۹         | فدرال رزرو نرخ بهره را افزایش داد؛ قانون تجارت خارجی و رقابت پذیری Omnibus تصویب شد. جورج اچ دبلیو بوش به عنوان رئیس‌جمهور انتخاب شد. |
| ۱۹۸۹ | ۹۳٫۹۳         | |
| ۱۹۹۰ | ۸۳٫۸۹         | رکود در اوایل دهه ۱۹۹۰ آغاز می‌شود. قانون تطبیق بودجه Omnibus در سال ۱۹۹۰ تصویب شد. |
| ۱۹۹۱ | ۸۴٫۶۹         | جنگ خلیج فارس در دومین سال رکود اقتصادی رخ می‌دهد. |
| ۱۹۹۲ | ۹۳٫۸۷         | نفتا مورد تأیید جورج اچ دبلیو بوش؛ بیل کلینتون به عنوان رئیس‌جمهور انتخاب شد. |
| ۱۹۹۳ | ۹۷٫۶۳         | قانون بودجه متوازن و قانون تطبیق بودجه همه‌جانبه سال ۱۹۹۳ هر دو تصویب شدند. |
| ۱۹۹۴ | ۸۸٫۶۹         | قرارداد مراکش امضا شد ایالات متحده یکی از بنیانگذاران سازمان تجارت جهانی می‌شود. |
| ۱۹۹۵ | ۸۴٫۸۳         | فدرال رزرو نرخ بهره را افزایش داد |
| ۱۹۹۶ | ۸۷٫۸۶         | اصلاحات رفاهی |
| ۱۹۹۷ | ۹۹٫۵۷         | بحران مالی آسیا ۱۹۹۷; اصلاح LTCM تصویب شد. |
| ۱۹۹۸ | ۹۳٫۹۵         | ۱۹۹۸ بحران مالی روسیه؛ استیضاح کلینتون توسط مجلس نمایندگان |
| ۱۹۹۹ | ۱۰۱٫۴۲        | تبرئه کلینتون توسط سنا قانون Gramm–Leach–Bliley تصویب شد. |
| ۲۰۰۰ | ۱۰۹٫۱۳        | حباب دات کام فرو می‌ریزد. جورج دبلیو بوش پس از کشمکش دادگاه عالی بر سر بازشماری انتخابات در فلوریدا به ریاست جمهوری برگزیده شد. |
| ۲۰۰۱ | ۱۱۷٫۲۱        | رکود اقتصادی از مارس تا نوامبر ۲۰۰۱ رخ داد. رشد اقتصادی و اصلاح قانون معافیت مالیاتی در سال ۲۰۰۱ تصویب شد. دلار در ۲۴/۱۲ پس از حملات ۱۱ سپتامبر به ۱۱۸٫۵۴ افزایش یافت. |
| ۲۰۰۲ | ۱۰۲٫۲۶        | یورو به عنوان یک ارز سخت با ۰٫۹۰ دلار راه اندازی شد. |
| ۲۰۰۳ | ۸۷٫۳۸         | حمله آمریکا به عراق؛ قانون آشتی تسهیلات مالیاتی مشاغل و رشد در سال ۲۰۰۳ تصویب شد. |
| ۲۰۰۴ | ۸۱            | قانون ایجاد مشاغل آمریکا در سال ۲۰۰۴ تصویب شد. |
| ۲۰۰۵ | ۹۰٫۹۶         | جنگ علیه ترور بدهی را دو برابر کرد. دلار تضعیف شد؛ طوفان کاترینا لوئیزیانا را تحت تأثیر قرار داد. |
| ۲۰۰۶ | ۸۳٫۴۳         | قانون معافیت مالیاتی و مراقبت‌های بهداشتی سال ۲۰۰۶ تصویب شد. |
| ۲۰۰۷ | ۷۶٫۷          | یورو به ۱٫۴۷ دلار افزایش یافت. رکود بزرگ در دسامبر ۲۰۰۷ آغاز شد. |
| ۲۰۰۸ | ۸۲٫۱۵         | رکورد پایین ۷۱٫۳۰ در ۳/۱۷; قانون محرک اقتصادی سال ۲۰۰۸ تصویب شد. قانون عمومی ۱۱۰–۳۴۳ در اکتبر ۲۰۰۸ اجرا می‌شود. باراک اوباما به عنوان رئیس‌جمهور انتخاب شد. |
| ۲۰۰۹ | ۷۷٫۹۲         | قانون بازیابی و سرمایه‌گذاری مجدد آمریکا در سال ۲۰۰۹ تصویب شد. بانک مرکزی اروپا نرخ بهره را کاهش داد. اولین دوره تسهیل کمی (QE1) آغاز می‌شود. همه‌گیری آنفولانزای ۲۰۰۹ در مکزیک آغاز شد (همه‌گیری در اوت ۲۰۱۰ به پایان رسید). |
| ۲۰۱۰ | ۷۸٫۹۶         | دوره دوم تسهیل کمی (QE2) آغاز می‌شود. قانون معافیت مالیاتی، مجوز مجدد بیمه بیکاری و ایجاد شغل در سال ۲۰۱۰ تصویب شد. آغاز بهار عربی در نوامبر ۲۰۱۰ |
| ۲۰۱۱ | ۸۰٫۲۱         | آغاز جنگ داخلی سوریه و بحران لیبی اسامه بن لادن کشته شد عملیات Twist آغاز شد. بحران بدهی اروپا آغاز شد. قانون کنترل بودجه سال ۲۰۱۱ تصویب شد. |
| ۲۰۱۲ | ۷۹٫۷۷         | دوره سوم تسهیل کمی (QE3) آغاز می‌شود. طوفان سندی ایالت‌های شمال شرقی را تحت تأثیر قرار می‌دهد. قانون امداد مالیات دهندگان آمریکا در سال ۲۰۱۲ تصویب شد. |
| ۲۰۱۳ | ۸۰٫۰۴         | توقیف بودجه ایالات متحده در سال ۲۰۱۳ برای رسیدگی به پرتگاه مالی ایالات متحده ضروری است. ۲۰۱۳ تعطیلی دولت ایالات متحده رخ می‌دهد. اپیدمی ویروس ابولا در غرب آفریقا آغاز شد. |
| ۲۰۱۴ | ۹۰٫۲۸         | مازاد روغن دهه ۲۰۱۰; بحران یورومیدان در اوکراین؛ بحران بدهی یونان به اواسط خود می‌رسد. |
| ۲۰۱۵ | ۹۸٫۶۹         | فدرال رزرو نرخ بهره را افزایش داد؛ بحران مهاجران اروپا شتاب می‌گیرد. دونالد ترامپ نامزدی خود را برای ریاست جمهوری اعلام کرد. |
| ۲۰۱۶ | ۱۰۲٫۲۱        | همه‌پرسی ۲۰۱۶ برگزیت در بریتانیا برگزار می‌شود. دونالد ترامپ به عنوان رئیس‌جمهور انتخاب شد. |
| ۲۰۱۷ | ۹۲٫۱۲         | اتحادیه اروپا تقویت شد؛ طوفان هاروی تگزاس، لوئیزیانا و آرکانزاس را تحت تأثیر قرار می‌دهد. قانون کاهش مالیات و مشاغل سال ۲۰۱۷ تصویب شد. |
| ۲۰۱۸ | ۹۶٫۱۷         | تعرفه‌های ترامپ آغاز شد؛ اولین نشست کره شمالی و آمریکا برگزار می‌شود. طوفان فلورانس کارولینای شمالی، کارولینای جنوبی و ویرجینیا را تحت تأثیر قرار می‌دهد. طوفان مایکل فلوریدا، آلاباما و جورجیا را تحت تأثیر قرار می‌دهد. الکساندریا اوکاسیو کورتز و چندین نامزد پیشرو دموکرات دیگر که در انتخابات میان دوره ای انتخاب شدند. ۲۰۱۸–۲۰۱۹ تعطیلی دولت فدرال ایالات متحده رخ می‌دهد. |
| ۲۰۱۹ | ۹۶٫۵۴         | ترامپ در خاک کره شمالی دیده شد بحران نقدینگی لبنان آغاز شد. فدرال رزرو شروع به ایفای نقش در سرمایه‌گذار برای تأمین وجوه در بازارهای مخزن می‌کند. ابوبکر البغدادی در ۲۷ اکتبر کشته شد. اولین مورد COVID-19 در چین کشف شد. ترامپ در ۱۸ دسامبر توسط مجلس نمایندگان استیضاح شد.                                                                                                   |
| ۲۰۲۰ | ۹۳٫۲۷         | کشته شدن قاسم سلیمانی در ۳ ژانویه؛ ترامپ در ۱۱ فوریه از استیضاح تبرئه شد. COVID-19 توسط سازمان بهداشت جهانی در ۱۱ مارس یک بیماری همه گیر اعلام شد. اعتراضات جورج فلوید از ۳۱ می آغاز می‌شود. |
| ۲۰۲۱ | ۸۹٫۲۱         | اولین سقوط به زیر ۹۰ از سال ۲۰۱۸؛ پس از اینکه دموکرات‌ها کنترل سنا را در دور دوم انتخابات جورجیا به دست گرفتند، چشم‌انداز پرداخت محرک‌های همه گیر افزایش یافت. |
| ۲۰۲۲ | ۹۸٫۵۰۹        | فدرال رزرو نرخ بهره را افزایش داد؛ افزایش همه‌گیری توسط Omicron Variant و پایان قریب‌الوقوع همه‌گیری. همچنین حمله روسیه به اوکراین. |

## شاخص وزنی تجاری دلار
شاخص دلار آمریکا با وزن تجاری یک شاخص ارزی است که توسط فدرال رزرو برای اندازه‌گیری نرخ تبدیل دلار آمریکا در مقایسه با کشورهایی که بیشترین تجارت را با آن‌ها انجام می‌دهد، ایجاد می‌شود، هر چه تجارت یک کشور با ایالات متحده بیشتر باشد. نرخ ارز بر شاخص تأثیر می‌گذارد. این شاخص در سال ۱۹۹۸ در زمان ایجاد یورو ایجاد شد.

## نقل قول‌ها
ICE فیدهای زنده برای Dow Futures ارائه می‌دهد که در بلومبرگ نیوز و سی‌ان‌ان مانی.کام ظاهر می‌شوند. USDX هر زمان که بازارهای دلار آمریکا باز هستند، به روز می‌شود، که از یکشنبه عصر به وقت محلی شهر نیویورک (اوایل صبح دوشنبه به وقت آسیا) به مدت ۲۴ ساعت در روز تا اواخر بعد از ظهر جمعه به وقت محلی شهر نیویورک است.

## محاسبه
شاخص دلار ایالات متحده آمریکا با این فرمول محاسبه می‌شود: USDX = ۵۰٫۱۴۳۴۸۱۱۲ × EURUSD-0.576 × USDJPY0.136 × GBPUSD-0.119 × USDCAD0.091 × USDSEK0.042 × USDCHF0.036

## تجارت
معاملات آتی با شاخص دلار ایالات متحده آمریکا در ۲۱ ساعت از شبانه روز در پلتفرم ICE معامله می‌شود و قراردادهای آتی دارای چرخه انقضای سه‌ماهه مارس / ژوئن / سپتامبر و دسامبر هستند. همچنین به‌طور غیرمستقیم در صندوق‌های قابل معامله در بورس (ETF)، گزینه‌ها، قراردادهای مابه‌التفاوت و صندوق‌های متقابل موجود است.